# Deliver Us (film)
Deliver Us è un film del 2023 diretto da Lee Roy Kunz e Cru Ennis.

## Trama
Sorella Yulia è una suora in un convento russo che, incinta di due gemelli, afferma che i bambini sono stati concepiti per intervento divino. Padre Fox e il cardinale Russo arrivano da San Pietroburgo per indagare, anche perché una profezia suggerisce che i due gemelli sarebbero rispettivamente il Messia e l'Anticristo. I due religiosi hanno il compito di accompagnare la suora al sicuro in Estonia, dato che la setta nota come Vox Dei è intenzionata a ucciderla. 
Sfuggiti a stento a un loro agguanto dopo la nascita dei gemelli, Fox, Russo e Yulia si nascondono nella tenuta di Laura, con cui il prete ha una relazione clandestina. Il neonato satanico dà prova dei suoi poteri infernali uccidendo Laura e il cardinale. Fox decide quindi di eliminare il bambino, ma viene fermato da Yulia. I due decidono quindi di vivere come una famiglia e di crescere insieme i bambini, sperando che il futuro Messia abbia la forza di domare il gemello.

## Promozione
Il primo trailer è stato diffuso il 9 agosto 2023.

## Distribuzione
Il film è stato presentato in anteprima mondiale al Popcorn Frights Film Festival il 10 agosto 2023, prima di essere distribuito nelle sale statunitensi il 29 settembre 2023.

## Accoglienza
L'aggregatore di recensioni Rotten Tomatoes riporta il 61% di recensioni positive, con un punteggio medio di 6,3 su 10 basato sul parere di 18 critici.